# Vasile Blaga
Vasile Blaga (ur. 26 lipca 1956 w Petrileni) – rumuński polityk i inżynier. Parlamentarzysta krajowy, minister spraw wewnętrznych w latach 2004–2007 oraz 2009–2010, minister rozwoju regionalnego i mieszkalnictwa w latach 2008–2009, przewodniczący Senatu w latach 2011–2012, przewodniczący Partii Demokratyczno-Liberalnej (PDL) od 2012 do 2014, następnie do 2016 współprzewodniczący Partii Narodowo-Liberalnej, poseł do Parlamentu Europejskiego IX kadencji.

## Życiorys
Vasile Blaga urodził się w miejscowości Petrileni w okręgu Bihor. W 1981 ukończył studia na wydziale mechanicznym instytutu politechnicznego w Timișoarze. Po studiach pracował w kilku przedsiębiorstwach, m.in. był dyrektorem ds. handlowych firmy Hiperion w mieście Ştei.
Karierę polityczną rozpoczął po upadku komunizmu w Rumunii w 1989. Od 1990 do 1992 był członkiem Izby Deputowanych z ramienia Frontu Ocalenia Narodowego. W latach 1991–1993 zajmował stanowisko prefekta okręgu Bihor. W 1991 został członkiem Partii Demokratycznej. W latach 1996–2000, jako przedstawiciel tej partii, wchodził w skład rumuńskiego Senatu. W 2004, 2008 i 2012 był ponownie wybierany do wyższej izby rumuńskiego parlamentu.
W 2004 był szefem kampanii prezydenckiej Traiana Băsescu. 29 grudnia 2004 objął stanowisko ministra spraw wewnętrznych i administracji w gabinecie premiera Călina Popescu-Tăriceanu. Zajmował je do 4 kwietnia 2007, kiedy to Partia Demokratyczna opuściła szeregi koalicji rządzącej. W czerwcu 2008 Vasile Blaga wziął udział w wyborach na urząd burmistrza Bukaresztu jako kandydat Partii Demokratyczno-Liberalnej (powstałej w styczniu 2008 w wyniku przyłączenia połączenia się do PD Partii Liberalno-Demokratycznej). 15 czerwca 2008 w drugiej rundzie głosowania przegrał jednak z Sorinem Oprescu, zdobywając 43,45% głosów poparcia.
22 grudnia 2008 Vasile Blaga objął stanowisko ministra rozwoju regionalnego i mieszkalnictwa w gabinecie Emila Boca.
1 października 2009, po opuszczeniu gabinetu przez PSD z powodu dymisji wicepremiera i ministra spraw wewnętrznych Dana Nicy, Vasile Blaga został mianowany jego tymczasowym następcą. W drugim rządzie Emila Boca, sformowanym 29 grudnia 2009, objął stanowisko ministra spraw wewnętrznych, które zajmował do 27 września 2010. Podał się do dymisji po odmowie odwołania szefa policji w związku z nielegalnym protestem służb policyjnych i więziennych zorganizowanym z powodu obniżki płac, czego domagali się premier oraz prezydent.
28 listopada 2011 został wybrany na przewodniczącego Senatu po odwołaniu z tej funkcji Mircei Geoany. Zajmował to stanowisko do 3 lipca 2012, kiedy to nowym przewodniczącym został Crin Antonescu. 30 czerwca 2012 Vasile Blaga został nowym przewodniczącym Partii Demokratyczno-Liberalnej, zastępując Emila Boca po przegranych przez partię wyborach lokalnych. Jako lider PDL nawiązał w 2014 bliską współpracę z Partią Narodowo-Liberalną, podejmując działania na rzecz zjednoczenia tych ugrupowań. Po fuzji tych partii został współprzewodniczącym PNL. Ustąpił we wrześniu 2016, gdy przedstawiono mu zarzuty popełnienia przestępstw korupcyjnych, do których się nie przyznał.
W 2019 z ramienia PNL uzyskał mandat posła do Parlamentu Europejskiego IX kadencji, który sprawował do 2024. W tym samym roku ponownie został wybrany w skład Senatu.